# Seb Janiak
 (juillet 2016).
Si vous disposez d'ouvrages ou d'articles de référence ou si vous connaissez des sites web de qualité traitant du thème abordé ici, merci de compléter l'article en donnant les références utiles à sa vérifiabilité et en les liant à la section « Notes et références ».
Ne doit pas être confondu avec Claude Janiak.
Seb Janiak est un artiste photographe et réalisateur français, d’origine polonaise. 
En 2009, après une carrière internationale dans la réalisation de clip musicaux et de photographie de mode, il retourne vers la recherche artistique et scientifique dans les domaines de la photographie d’art.
En 2007 et 2008, il collabore avec la galerie Photo Expo qui présente ses photographies, notamment lors de la foire d’art contemporain Art Basel Miami Beach (éditions 2007,[source insuffisante], et 2008,).  
Fin 2011, son premier livre de photographies d’art est édité par Zauberkind édition basé en Suisse dont la préface est écrite par Philippe Starck.

## Œuvres

### Clips vidéos
- Nina Hagen, In my world, 1992
- Suprême NTM, Soul soul, 1992
- Suprême NTM, J’appuie sur la gâchette, 1993
- Jean-Louis Aubert, Temps à nouveau, Moment
- Suprême NTM, Tout n’est pas si facile, Qu’est-ce qu’on attend pour foutre le feu, La fièvre
- Sinclair, Votre image, Tranquille, Sur le vif, L’épreuve du temps
- MC Solaar, Obsolète
- Robyn Loau, Siva pacifica
- IAM, Petit frère
- Layo and Bushwacka!, Love story
- Method Man, Judgment day
- Janet Jackson, Together again
- Daft Punk, Burnin
- Vanity 9[8],[9]
- Alan Braxe & Fred Falke, Palladium
- Thomas Bangalter, Club soda
- Le Knight Club, Gator, Hystéria
- Howie B, Touch
- Jess et Crabbe, F9 riot squad, Council
- Dj Mehdi, Ulysse
- Lifelike & Kris Menace, Discopolis
- Robbie Williams, Rude box
- Midfield General, Disco sirens
- Alan Braxe ft Killa Kell, Nightwatcher
- L'Exécuteur de Hong-Kong, La Ballade du Kid

### Courts-métrages
- Suprême NTM, Long form, Qu’est-ce qu’on attend pour foutre le feu, 1994
- The Orion Conspiracy, 2009 (la Conspiration d'Orion), documentaire-fiction. Durée : 20 minutes.

### Photographie
- Uchrony, 1987-1996
- Dark side of the Moon, 2010
- The Kingdom, 2009-2015
- Mimesis, 2012-2014
- Manifestations de l'Invisible (Manifestations of the Unseen), 2011-2016
- Photon, 2012-2015
- Magnetic Radiation, 2011-2012
- Gravity (Liquid et Bulles d'air), 2012-2015
- Resonance (Water drop)
- Morphogenetic field, 2015-2016

### Expositions
1987
- Freeze Frame, première exposition de photo numérique International Network Vidéo et collaboration avec le designer Philippe Starck, Paris.

1991
- Paris de 2044 à nos jours, exposition des premiers matte-painting (première mondiale). Ancien Musée des automates, Paris.
- Archeology of Elegance, Munich, Allemagne (Exposition itinérante : Tokyo, Japon / Metropolitan Museum Photography / Londres, Grande-Bretagne / Los Angeles, États-Unis / Milan, Italie).

2002
- Archeology of Elegance, Deichtorhallen Museum, Hambourg.

2006-2007
- In Fashion Photo 07, galerie Art Photo Expo dans le cadre de Art Basel Miami Beach, Miami. Commissaire : Marion de Beaupré[4],[10].

2008
- Sh Contemporary Shanghai Art Fair ’08. Galerie Paul Frèches, Paris. -FIAC - Show Off, espace Pierre Cardin. Galerie Paul Frèches, Paris. -Photographies contemporaines / Art Valorem, Drouot.
- In Fashion Photo 08 & Naomi Campbell Retrospective, Art Photo Expo Galerie dans le cadre de Art Basel Miami Beach, Commissaire : Jean Luc Brunel Miami[6],[7]

2011
- Cutlog Contemporary Art Fair, Bourse du Commerce Paris. 20-23 octobre 2011. -Seb Janiak Art Book – présentation octobre 2011.
- Fotofever, Espace Pierre Cardin, Paris. 10-13 novembre 2011.

2014
- MIA@D Fair Singapour, Visionairs gallery / 23-26 octobre, The Kingdom, Fred Torres galerie, NY / 14 novembre – 11 mars[11]

2015
- Photo Shanghai, 10-13 septembre[12] Art Central Hong Kong / 14-16 mars[13]